# João José Pereira
João José Sales Henriques de Carvalho Pereira (Caldas da Rainha, 28 de dezembro de 1987) é um triatleta profissional português.

## Carreira

### Rio 2016
João José Pereira competiu nos Jogos Olímpicos de Verão de 2016, no Rio de Janeiro, Brasil, tendo ficado em quinto lugar com o tempo de 1:45.52.